# Sorbets (Landes)
Sorbets è un comune francese di 194 abitanti situato nel dipartimento delle Landes nella regione della Nuova Aquitania.

## Società

### Evoluzione demografica
Abitanti censiti